# 紐扣小花介
紐扣小花介（学名：Cytherelloidea cingulata）为小浪花介科小花介屬下的一个种。